# 30. leden
30. leden je 30. den roku podle gregoriánského kalendáře. Do konce roku zbývá 335 dní (336 v přestupném roce). Svátek má Robin.

## Události

### Česko
- 1483 – Známý český humanista Viktorin Kornel získal na artistické fakultě pražské univerzity titul mistra.
- 1919 – Skončila v rámci Československo-polského sporu o Těšínsko tzv. sedmidenní válka.
- 1943 – 1. československý armádní sbor (v počtu 979 mužů a žen) odjel do prostoru Sokolova a Charkova, kde se zúčastnil bojů pod velením plukovníka Ludvíka Svobody.

### Svět
- 1018 – Polsko a Svatá říše římská uzavřely Budyšínský mír.
- 1287 – Barmský král Wareru založil království Hanthawaddy a vyhlásil jeho nezávislost na Pugamské říši.
- 1349
  - Všichni židovští muži a netěhotné ženy německého města Freiburg im Breisgau byli zmasakrováni
  - Günther ze Schwarzburgu je vybrán jako německý protikrál proti římskoněmeckému králi Karlovi IV.
- 1649 – Anglický a skotský král Karel I. byl popraven. Z Anglie se stala republika vedená Oliverem Cromwellem.
- 1667 – Ruské carství a Polsko-litevská republika uzavřely Andrusovské příměří. Územní zisky Ruského carství.
- 1807 – Vysloužilý major Isaac de Rivaz poté, co ve švýcarském Vevey sestrojil vozík, který v prudkém pohybu vyrazil dveře dílny, získává francouzský patent na výbušný motor.
- 1820 – Edward Bransfield objevil Antarktidu a prohlásil ji britským územím.
- 1826 – Byl slavnostně otevřen most Menai Suspension Bridge spojující ostrov Anglesey s pevninou.
- 1889 – Rakousko-uherský korunní princ Rudolf spáchal společně se svojí milenkou Mary Vetserovou sebevraždu na loveckém zámečku Mayerling.
- 1933 – Machtergreifung: Adolf Hitler byl jmenován říšským kancléřem. Skončila tak tzv. Výmarská republika.
- 1942 – Adolf Hitler ve svém projevu oznámil zničení Židů do konce války.
- 1945 – Sovětská ponorka S-13 potopila německou osobní loď Wilhelm Gustloff.
- 1948 – Ve Svatém Mořici byly zahájeny V. Zimní olympijské hry.
- 1968 – Armáda Vietkongu zahájila v rámci vietnamské války tzv. ofenzívu Tet.
- 1969 – Beatles zahráli na střeše vydavatelství Apple Records na londýnské Seville Row svou písničku Get Back plus řadu dalších skladeb, což bylo jejich poslední veřejné vystoupení.
- 1972 – „Krvavá neděle“: během demonstrace v severoirském Derry britští výsadkáři zastřelili 13 neozbrojených osob, včetně šesti nezletilých.
- 1982 – První počítačový virus na světě. Richard Skrenta vytvořil první virus kód, který je 400 řádků dlouhý a přestrojený za zaváděcí program Apple s názvem “Elk Cloner.“
- 2004 – Jaromír Jágr hrál svůj 1000. zápas v NHL ve slavné Madison Square Garden v New Yorku. Českému kapitánovi nestihli v domácí aréně připravit ceremoniál, nedostal ani upomínkové předměty. Hold Jágrovi vzdával až klip při reklamní pauze.
- 2005 – V Iráku proběhly volby do Prozatímního národního shromáždění.
- 2020 – Světová zdravotnická organizace vyhlásila probíhající epidemii koronaviru 2019-nCoV za globální stav zdravotní nouze.

## Narození

### Česko

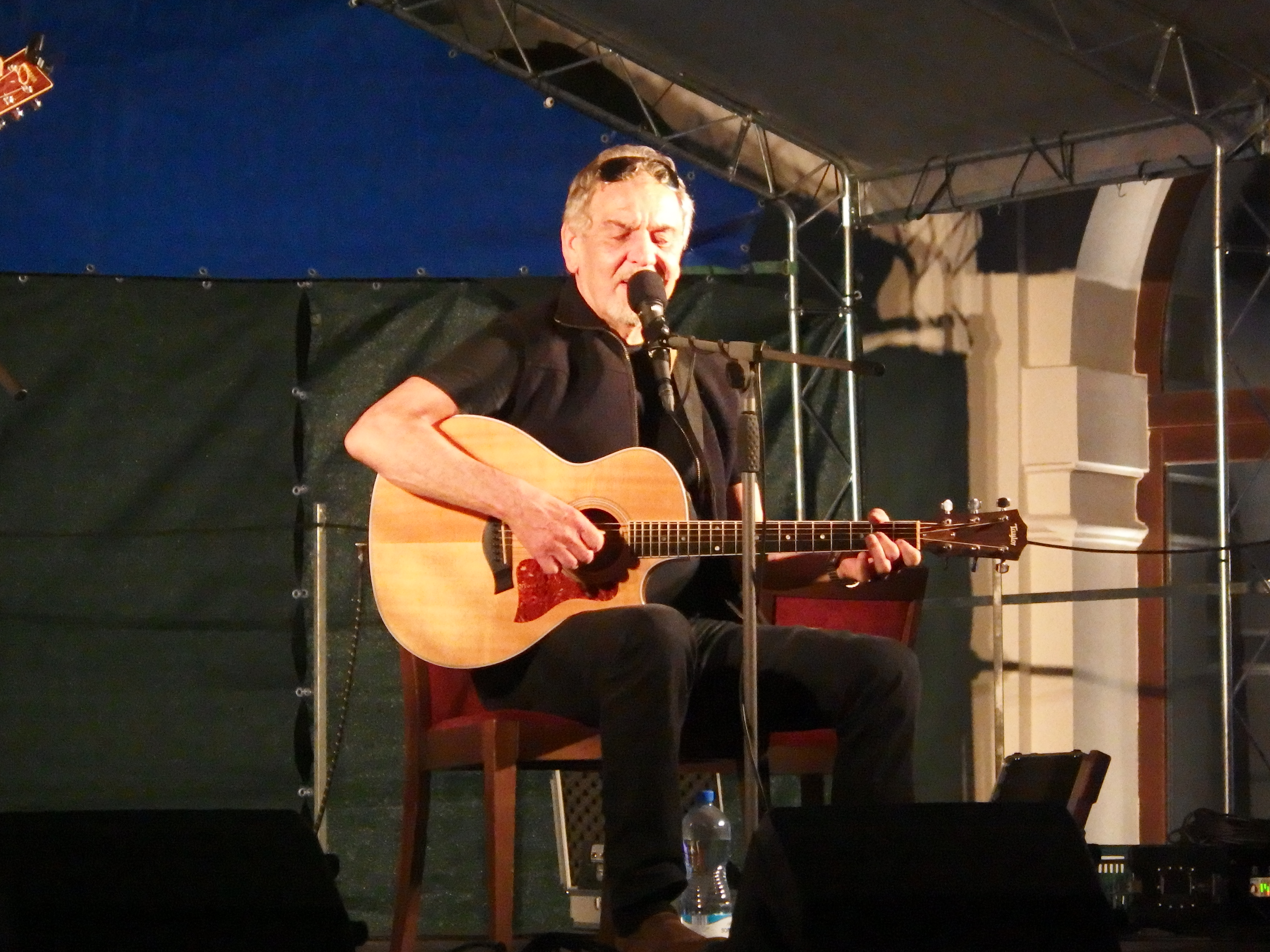
Wabi Daněk (* 1947)

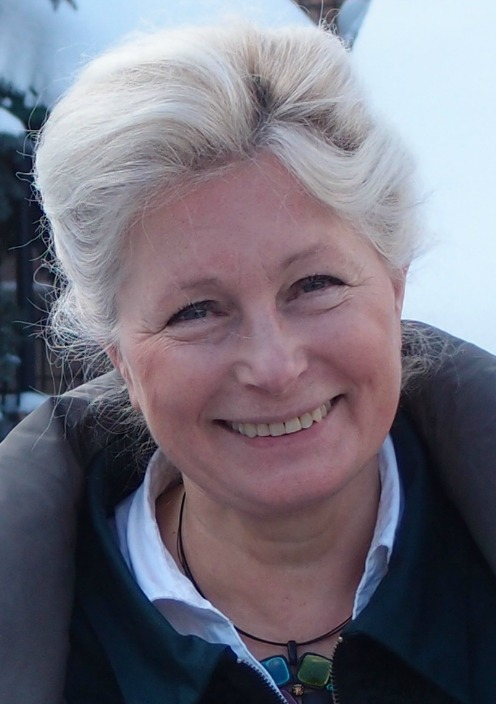
Zuzana Roithová (* 1953)

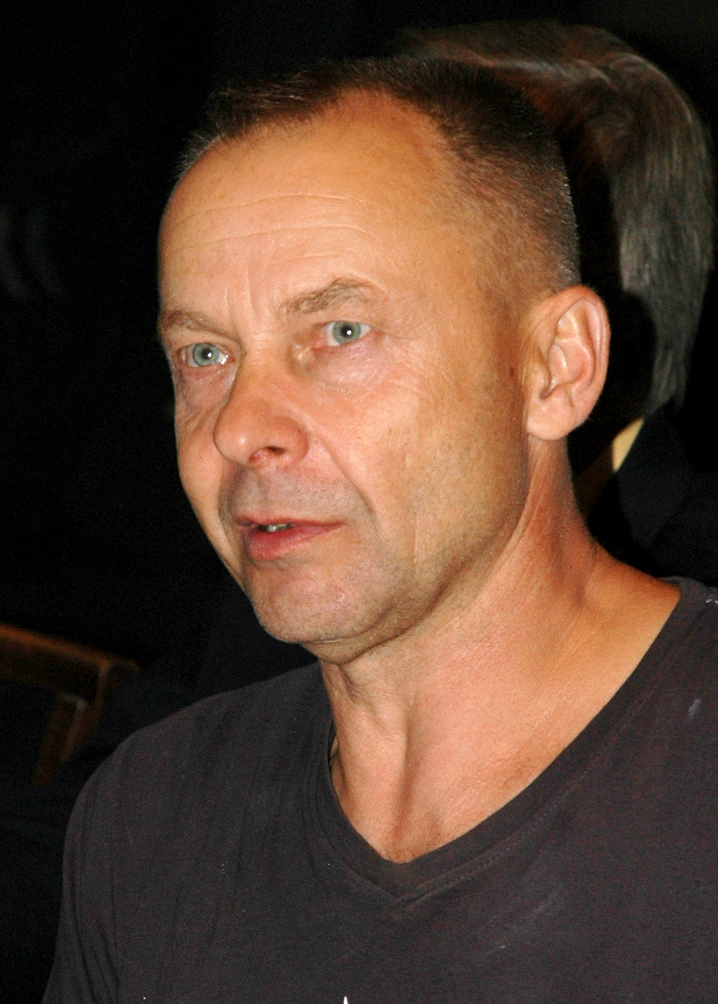
Václav Marhoul (* 1960)

- 1580 – Gundakar z Lichtenštejna, česko-rakouský šlechtic († 5. srpna 1658)
- 1750 – František Štěpán Silva-Tarouca, rakouský a moravský šlechtic († 5. března 1797)
- 1760 – František Xaver Partsch, český hudební skladatel († 6. dubna 1822)
- 1813 – Anton Rösler, stavební podnikatel a politik německé národnosti († 7. srpna 1880)
- 1815 – Martin Stelzer, plzeňský stavitel († 3. srpna 1894)
- 1845 – Karel Urbanec, český bankéř († 17. června 1891)
- 1850 – Albína Dvořáková-Mráčková, spisovatelka († 23. května 1893)
- 1852 – Marie Petzoldová-Sittová, operní pěvkyně († 7. ledna 1907)
- 1859 – Matěj Norbert Vaněček, matematik a pedagog († 15. září 1922)
- 1866 – Bruno Pammer, opat kláštera cisterciáků a politik († 22. listopadu 1924)
- 1875
  - Desider Kovačič, československý politik slovenské národnosti († ?)
  - Miloš Antonín Záruba, československý politik († 3. srpna 1922)
- 1884 – František Smotlacha, český mykolog a zakladatel českého vysokoškolského sportu († 18. června 1956)
- 1890
  - Jarmila Kurandová, česká herečka († 6. prosince 1978)
  - Jan Oswald, geolog, mineralog a spisovatel († 31. ledna 1970)
- 1891 – Gustav Hilmar, český herec, malíř a sochař († 19. března 1967)
- 1893 – Bohuslav Havránek, český filolog a bohemista († 2. března 1978)
- 1905 – Vladimír Krajina, vůdce českého protifašistického odboje († 1. června 1993)
- 1906 – Karel Holubec, český lékař († 6. ledna 1977)
- 1909 – Josef Knop, příslušník Československé armády v zahraničí, generál in memoriam († 1. dubna 1966)
- 1911 – Josef Otisk, voják a velitel výsadku Wolfram († 10. ledna 1986)
- 1918 – Jaroslav Krombholc, český dirigent († 16. června 1983)
- 1922 – Vladimír Janoušek, sochař a malíř († 8. září 1986)
- 1923 – Jiřina Petrovická, herečka († 10. října 2008)
- 1925 – Josef Říman, lékař, biochemik, předseda Československé akademie věd, politik
- 1929 – Alexandr Kliment, český spisovatel († 22. března 2017)
- 1931 – Jaromír Povejšil, jazykovědec, germanista a překladatel († 3. dubna 2010)
- 1932 – Zdeněk Braunschläger, český herec a scenárista († 18. ledna 2018)
- 1933 – Milena Vecková-Blahoutová, československá basketbalistka († 1. května 2018)
- 1936 – Ladislav Falta, stříbro na OH 1972 ve sportovní střelbě († 18. prosince 2021)
- 1940 – František Čermák, český jazykovědec
- 1942
  - Pavel Řezníček, surrealistický básník a prozaik († 19. září 2018)
  - Zdeněk Hajný, český malíř, grafik a psycholog († 1. března 2014)
- 1947 – Wabi Daněk, český folkový písničkář († 16. listopadu 2017)
- 1953 – Zuzana Roithová, lékařka, politička, ministryně zdravotnictví
- 1960 – Václav Marhoul, český scenárista, režisér, herec
- 1965 – Miloslav Bednařík, sportovní střelec († 16. června 1989)
- 2003 – Jiří Ticháček, hokejový obránce

### Svět

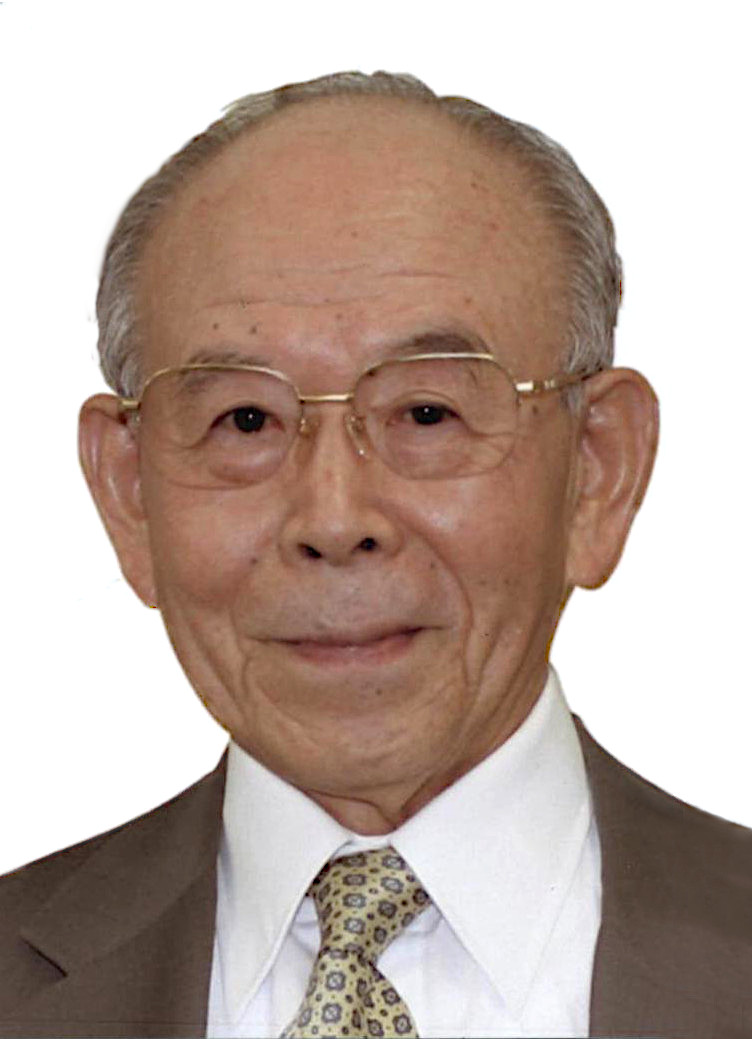
Isamu Akasaki (1929–2021)

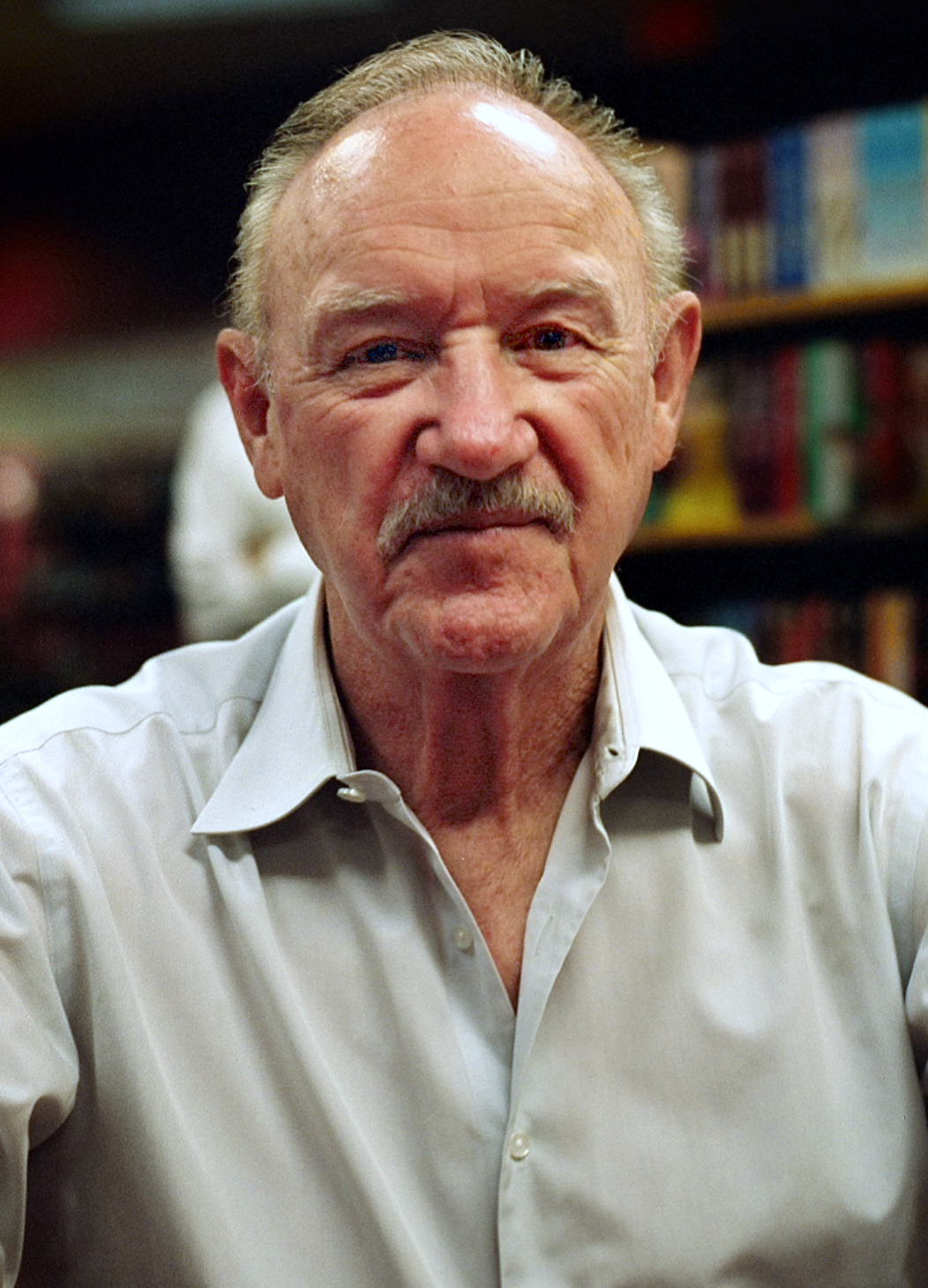
Gene Hackman (* 1930)

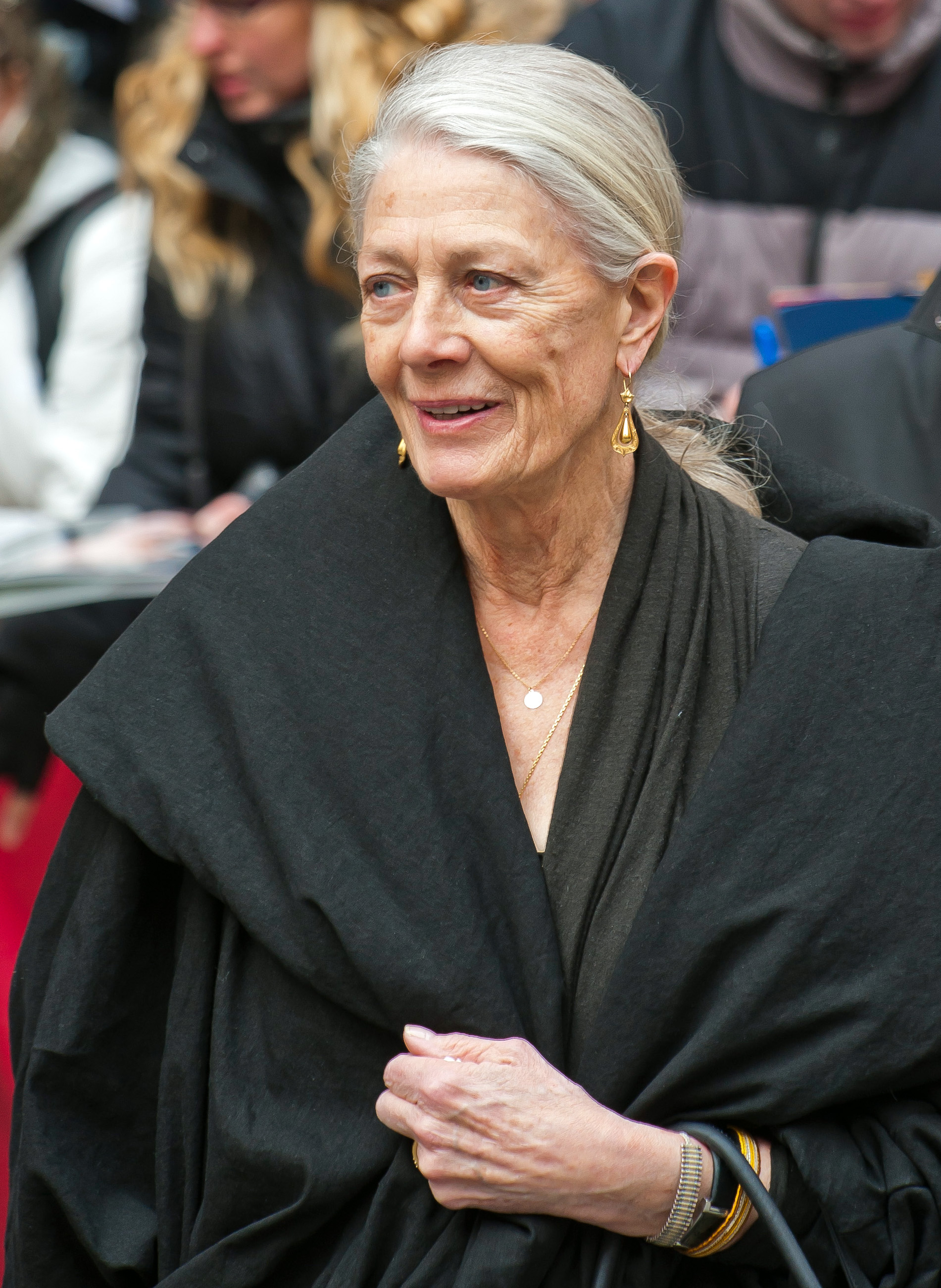
Vanessa Redgrave (* 1937)

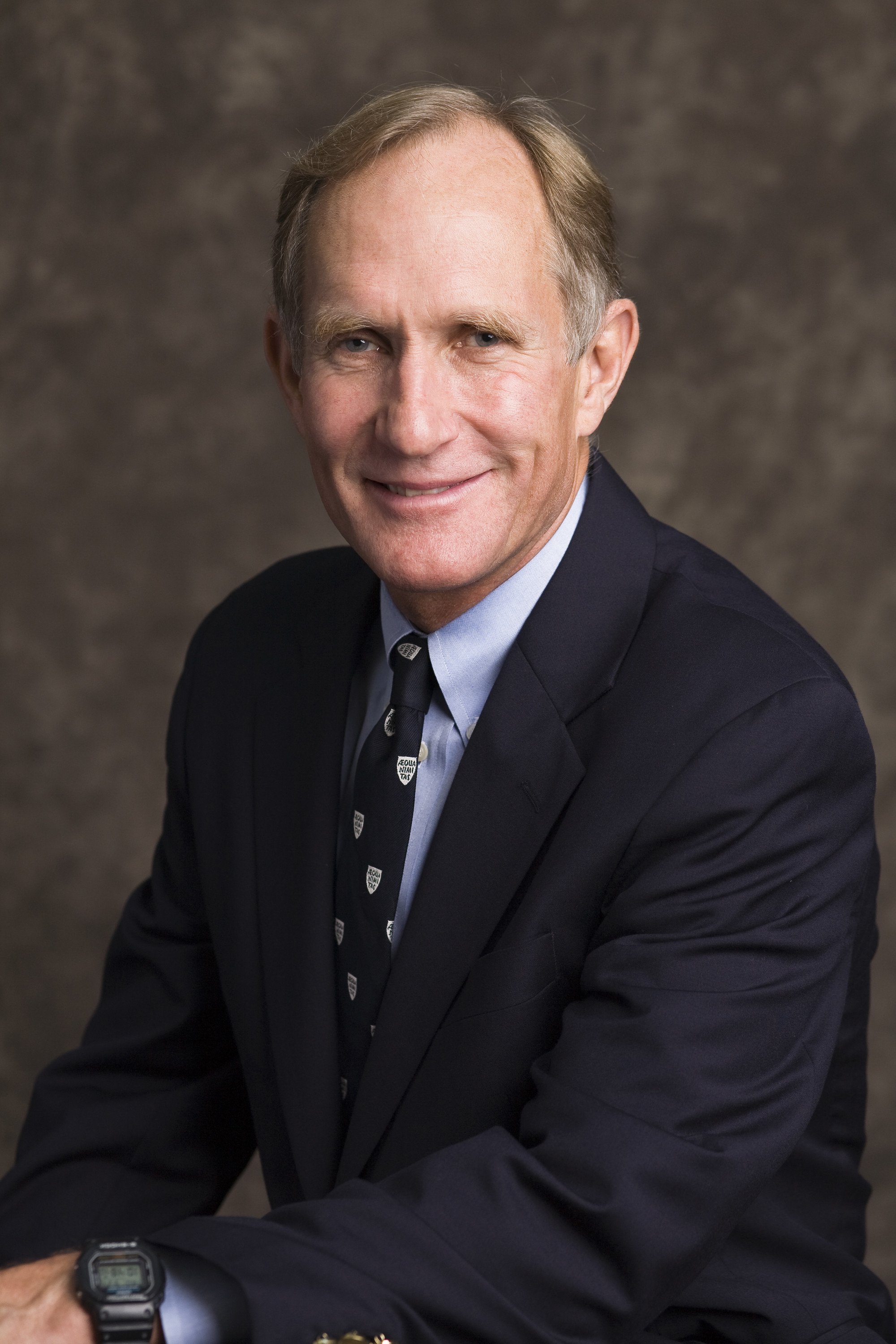
Peter Agre (* 1949)

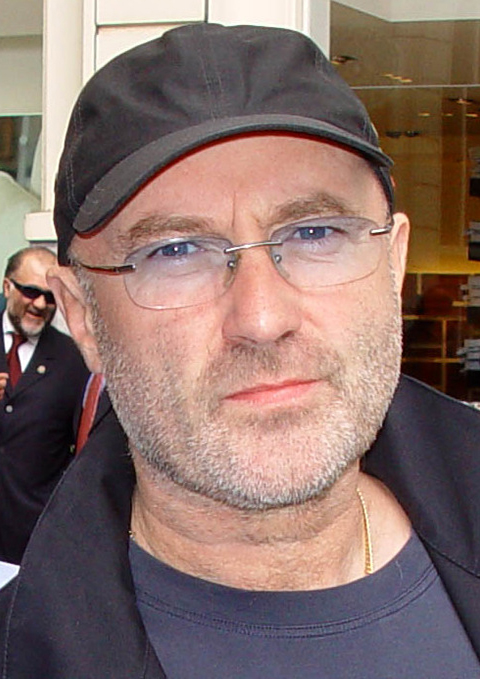
Phil Collins (* 1951)

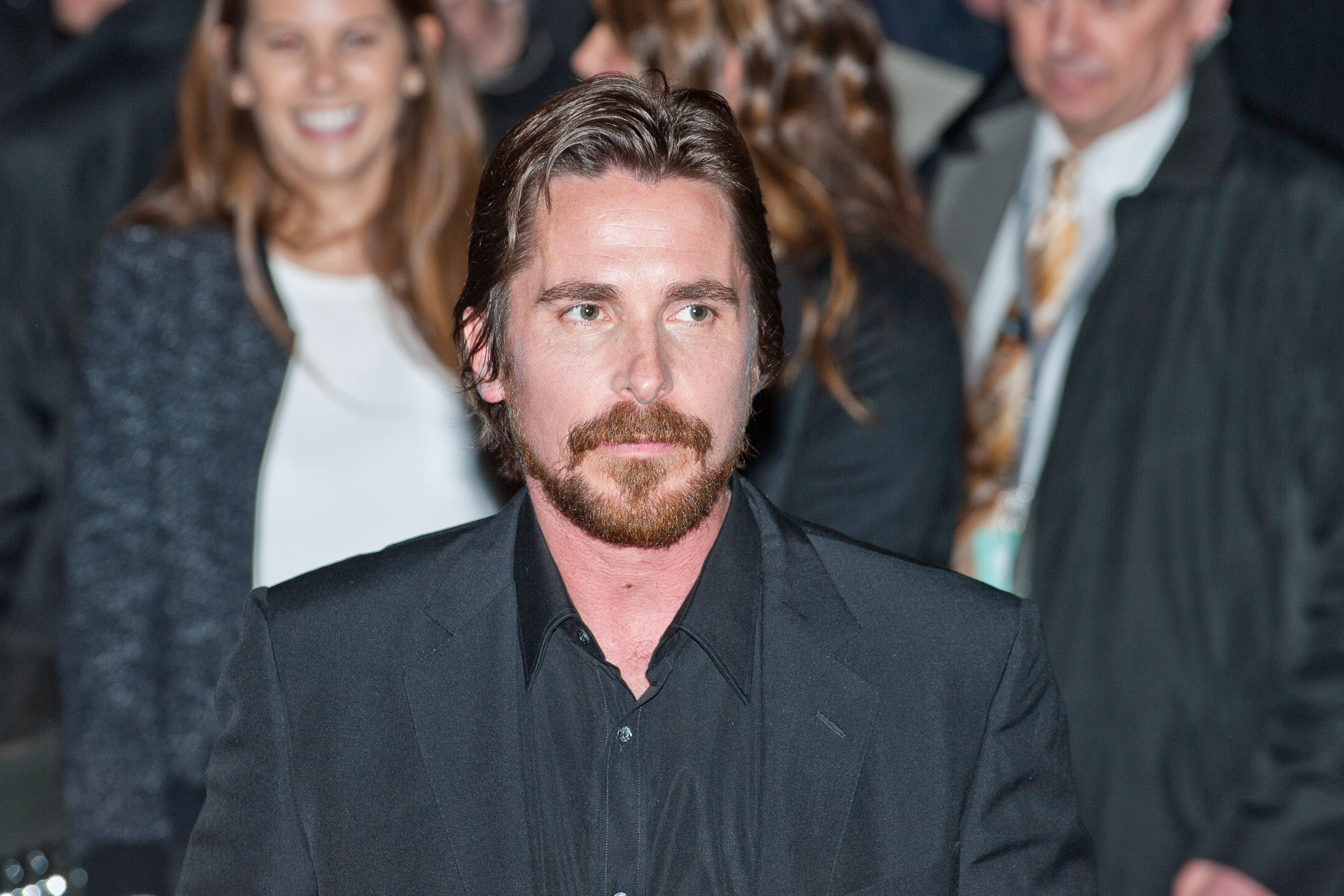
Christian Bale (* 1974)

- 0133 – Didius Iulianus, římský císař († 2. června 193)
- 1491 – Francesco Maria Sforza, hrabě z Pavie († 1512)
- 1681 – pokřtěn Anselm František Thurn-Taxis, druhý kníže Thurn-Taxis († 8. listopadu 1739)
- 1693 – Marie Anna Karolína Neuburská, bavorská princezna († 12. září 1751)
- 1697 – Johann Joachim Quantz, německý flétnista a skladatel († 12. července 1773)
- 1711 – Abraham Roentgen, německý umělecký truhlář († 1. března 1793)
- 1720 – Bernardo Bellotto, italský malíř († 17. října 1780)
- 1727 – Jozef Baťán, uherský biskup a kardinál († 23. října 1799)
- 1757 – Luisa Hesensko-Darmstadtská, velkovévodkyně Sasko-výmarsko-eisenašská († 14. října 1830)
- 1781 – Adelbert von Chamisso, německý básník a botanik († 1838)
- 1782 – Wincenty Krasiński, polský generál († 24. listopadu 1858)
- 1817 – Adolphe Yvon, francouzský malíř († 11. září 1893)
- 1818
  - Franz Albert Eder, arcibiskup salcburský a politik († 10. dubna 1890)
  - Artúr Görgey, uherský vojevůdce a politik († 21. května 1916)
- 1822 – Franz von Hauer, rakouský geolog a paleontolog († 20. března 1899)
- 1838 – Alfred von Kropatschek, generál rakouské armády, konstruktér zbraní († 2. května 1911)
- 1839 – Hippolyte Sebert, francouzský generál, vědec a esperantista († 23. ledna 1930)
- 1841
  - Sam Loyd, americký šachista († 11. dubna 1911)
  - Félix Faure, francouzský prezident († 16. února 1899)
- 1846 – Francis Herbert Bradley, britský filozof († 18. září 1924)
- 1850 – Aleksander Gierymski, polský malíř († 7. března 1901)
- 1852 – Ion Luca Caragiale, rumunský spisovatel († 9. června 1912)
- 1853 – William Heerlein Lindley, britský vodárenský inženýr († 30. prosince 1917)
- 1872 – Eduard Bloch, židovský lékař, původem z Čech, ošetřující matku Adolfa Hitlera († 1. června 1945)
- 1878
  - Ján Koniarek, slovenský sochař († 4. května 1952)
  - A. H. Tammsaare, estonský spisovatel, esejista a překladatel († 1. března 1940)
- 1882 – Franklin Delano Roosevelt, prezident Spojených států amerických († 12. dubna 1945)
- 1885 – Hana Gregorová, slovenská spisovatelka († 11. prosince 1958)
- 1890 – Albert Zürner, německý olympijský vítěz ve skocích do vody († 18. července 1920)
- 1892 – Friedrich Heiler, německý religionista a filozof náboženství († 18. dubna 1967)
- 1893 – Jicchak-Me'ir Levin, ministr izraelské vlády a vůdce hnutí Agudat Jisra'el († 7. srpna 1971)
- 1894
  - Boris III., bulharský car († 28. srpna 1943)
  - René Dorme, francouzský stíhací pilot a letecké eso († 25. května 1917)
- 1895 – Wilhelm Gustloff, švýcarský nacista († 4. února 1936)
- 1899
  - Max Theiler, jihoafrický lékař, virolog, nositel Nobelovy ceny za fyziologii a lékařství († 11. srpna 1972)
  - Naděžda Bulharská, bulharská princezna, sňatkem württemberská vévodkyně († 15. února 1958)
- 1900 – Isaak Osipovič Dunajevskij, ruský hudební skladatel a dirigent († 25. července 1955)
- 1901 – Rudolf Caracciola, německý automobilový závodník († 28. září 1959)
- 1907 – Jozef Horák, slovenský spisovatel († 11. června 1974)
- 1909 – Saul Alinsky, americký teoretik aktivismu († 12. června 1972)
- 1911 – Roy Eldridge, americký trumpetista († 26. února 1989)
- 1915 – John Profumo, britský politik († 9. března 2006)
- 1918
  - Leopold Lahola, slovenský dramatik, prozaik, scenárista a filmový režisér († 12. ledna 1968)
  - David Opatoshu, americký herec († 30. dubna 1996)
- 1920 – Tito Gómez, kubánský zpěvák († 15. října 2000)
- 1924 – Lloyd Alexander, americký spisovatel († 17. května 2007)
- 1925 – Douglas Engelbart, americký vynálezce v oblasti počítačové technologie († 2. července 2013)
- 1926 – Vasilij Archipov, sovětský námořní důstojník († 19. srpna 1998)
- 1927 – Olof Palme, švédský předseda vlády († 28. února 1986)
- 1929 – Isamu Akasaki, japonský fyzik, Nobelova cena za fyziku za rok 2014 († 1. dubna 2021)
- 1930
  - Buddy Montgomery, americký vibrafonista († 14. května 2009)
  - Gene Hackman, americký herec a držitel Oscara
  - Nikolaj Pučkov, sovětský reprezentační hokejový brankář († 9. srpna 2005)
- 1934 – Giovanni Battista Re, italský kardinál
- 1935
  - Richard Gary Brautigan, americký spisovatel († 25. října 1984)
  - Tubby Hayes, britský jazzový hudebník († 8. června 1973)
  - Jean Tiberi, francouzský politik, starosta Paříže
  - Jozef Mihalkovič, slovenský básník a překladatel
  - Elsa Martinelliová, italská herečka a modelka († 8. července 2017)
- 1937
  - Boris Spasskij, ruský šachista
  - Vanessa Redgrave, britská herečka
- 1938 – Islam Karimov, uzbecký politik († 2. září 2016)
- 1939 – Alberto Suárez Inda, mexický kardinál
- 1940
  - Tony Levin, britský jazzový bubeník († 3. února 2011)
  - Boris Podrecca, slovinsko-italský architekt
- 1941 – Dick Cheney, americký politik
- 1942 – Marty Balin, americký zpěvák († 27. září 2018)
- 1945 – Me'ir Dagan, ředitel izraelské zpravodajské služby Mosad
- 1947 – Steve Marriott, britský zpěvák († 20. dubna 1991)
- 1949 – Peter Agre, americký biolog a chemik, nositel Nobelovy ceny ze chemii
- 1951 – Phil Collins, anglický zpěvák
- 1962 – Abdulláh II. Jordánský, jordánský král
- 1963 – Thomas Brezina, rakouský spisovatel a moderátor
- 1968 – Trevor Dunn, americký baskytarista, kontrabasista a hudební skladatel
- 1972 – Mike Johnson, americký politik
- 1974 – Christian Bale, velšský herec
- 1976 – Krisztián Forró, slovenský politik a podnikatel
- 1981
  - Peter Crouch, anglický fotbalista
  - Dimitar Berbatov, bulharský fotbalový útočník
- 1984 – Kid Cudi, americký rapper a zpěvák
- 1985 – Richie Porte, australský silniční cyklista
- 1987 – Arda Turan, turecký fotbalový záložník
- 1988 – Ramūnas Navardauskas, litevský silniční cyklista
- 1993 – Ryan Regez, švýcarský akrobatický lyžař
- 1995 – Danielle Campbell, americká herečka
- 1996 – Emma Jørgensenová, dánská rychlostní kanoistka
- 2001 – Curtis Jones, anglický fotbalový záložník

## Úmrtí

### Česko

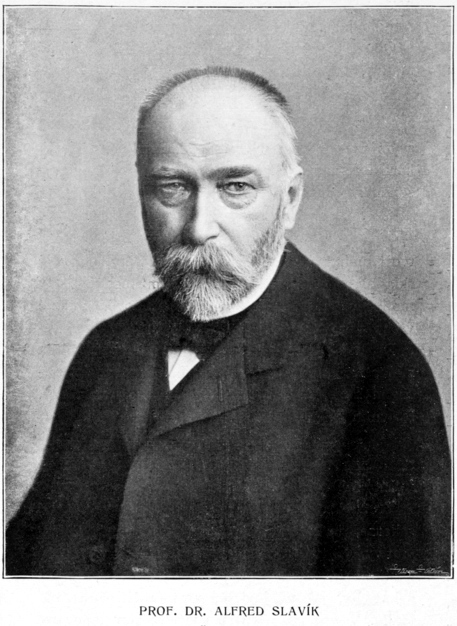
Alfred Slavík († 1907)

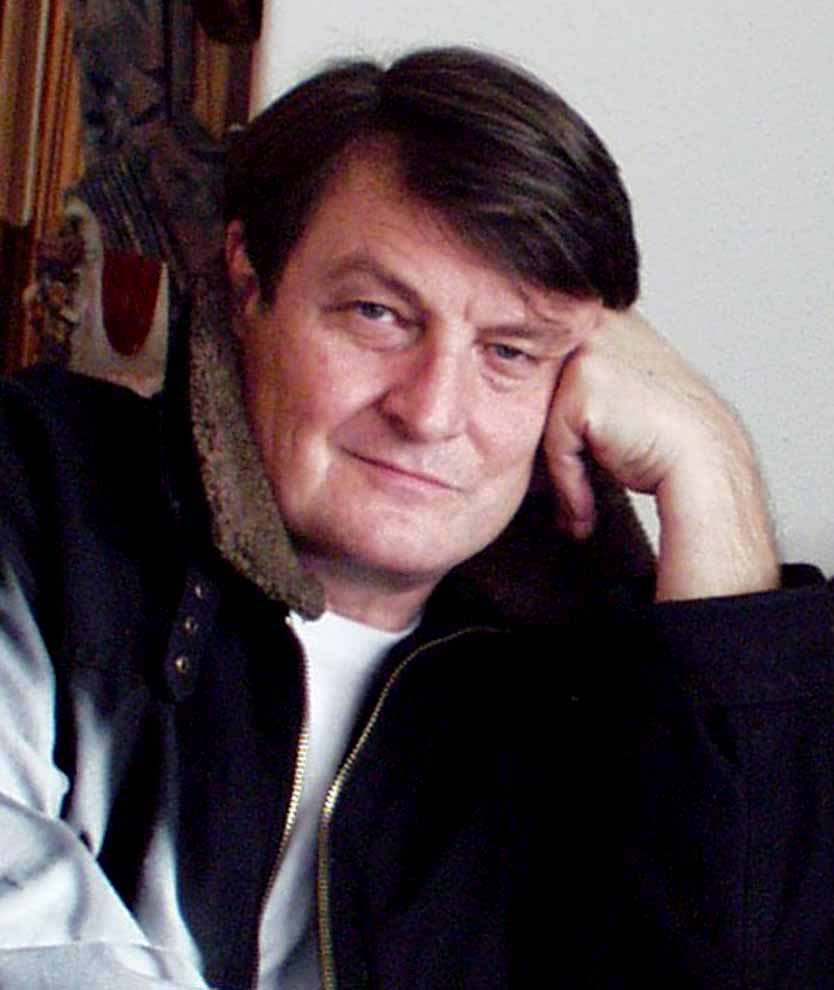
Ladislav Štaidl († 2021)

- 1030 – Hyza, 5. pražský biskup (* ?)
- 1705 – Terezie Eleonora z Ugarte, česká šlechtična (* 1639)
- 1774 – František Ignác Tůma, český skladatel (* 2. října 1704)
- 1851 – Augustin Smetana, český filozof (* 15. června 1814)
- 1887 – Ferdinand Čenský, český důstojník, spisovatel a novinář (* 29. května 1829)
- 1900 – Martin Pokorný, český matematik, pedagog a politik (* 30. listopadu 1836)
- 1901 – Alois Pražák, český politik (* 21. února 1820)
- 1907 – Alfred Slavík, geolog, mineralog, rektor ČVUT (* 20. dubna 1847)
- 1919 – Jan Evangelista Nečas, právník, básník a překladatel (* 25. prosince 1849)
- 1933 – Jan Svatopluk Procházka, český přírodovědec (* 13. května 1891)
- 1935 – Bohumil Bouška, český spisovatel a dramatik (* 4. dubna 1864)
- 1941 – Josef Vítězslav Šimák, český historik (* 15. srpna 1870)
- 1947 – Josef Martin Nathan, olomoucký pomocný biskup (* 11. listopadu 1867)
- 1953 – Pavel Babík, člen protikomunistického odboje (* 26. ledna 1924)
- 1972 – Karel Boleslav Jirák, český skladatel, hudební pedagog a dirigent (* 28. ledna 1891)
- 1975 – Josef Palivec, diplomat, básník, esejista a překladatel (* 7. října 1886)
- 1984 – Josef Kuhn, český varhaník a hudební skladatel (* 17. dubna 1911)
- 1990 – Miloš Axman, český sochař (* 20. listopadu 1926)
- 1992 – František Brabec, profesor ekonomiky a řízení, rektor Českého vysokého učení technického v Praze (* 13. listopadu 1905)
- 1994 – Zdeněk Váňa, český archeolog (* 13. února 1924)
- 1997 – Josef Švejcar, český pediatr (* 20. května 1897)
- 1998 – Achille Gregor, spisovatel (* 3. prosince 1910)
- 2014
  - Milan Jelínek, první polistopadový rektor Masarykovy univerzity (* 22. června 1923)
  - Jiří Křeček, patofyziolog (* 11. dubna 1923)
- 2015 – Jiří Kořalka, historik (* 7. února 1931)
- 2020 – Luboš Dobrovský, novinář a politik (* 3. února 1932)
- 2021 – Ladislav Štaidl, hudebník, skladatel a textař (* 10. března 1945)

### Svět

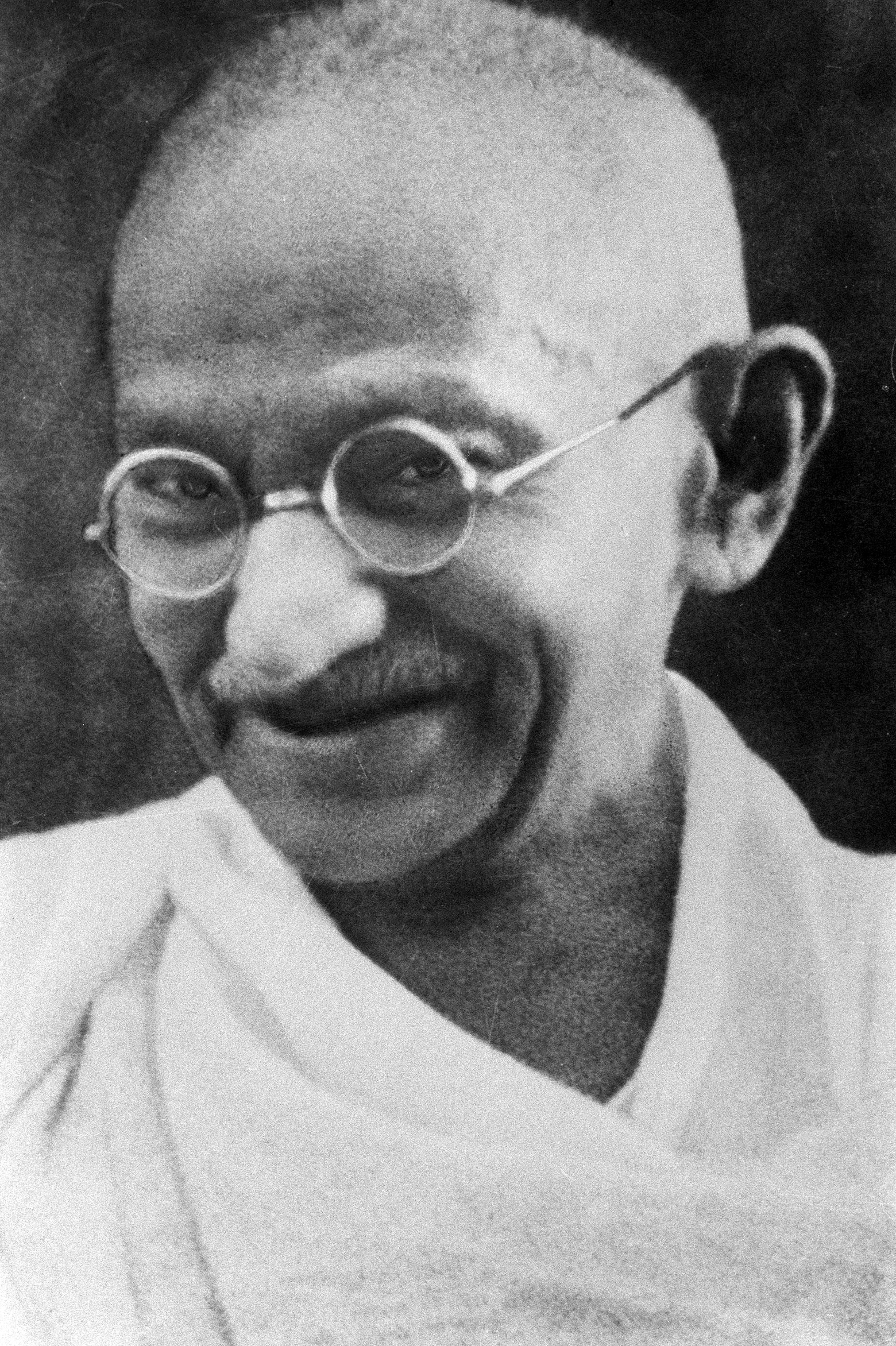
Gándhí († 1948)

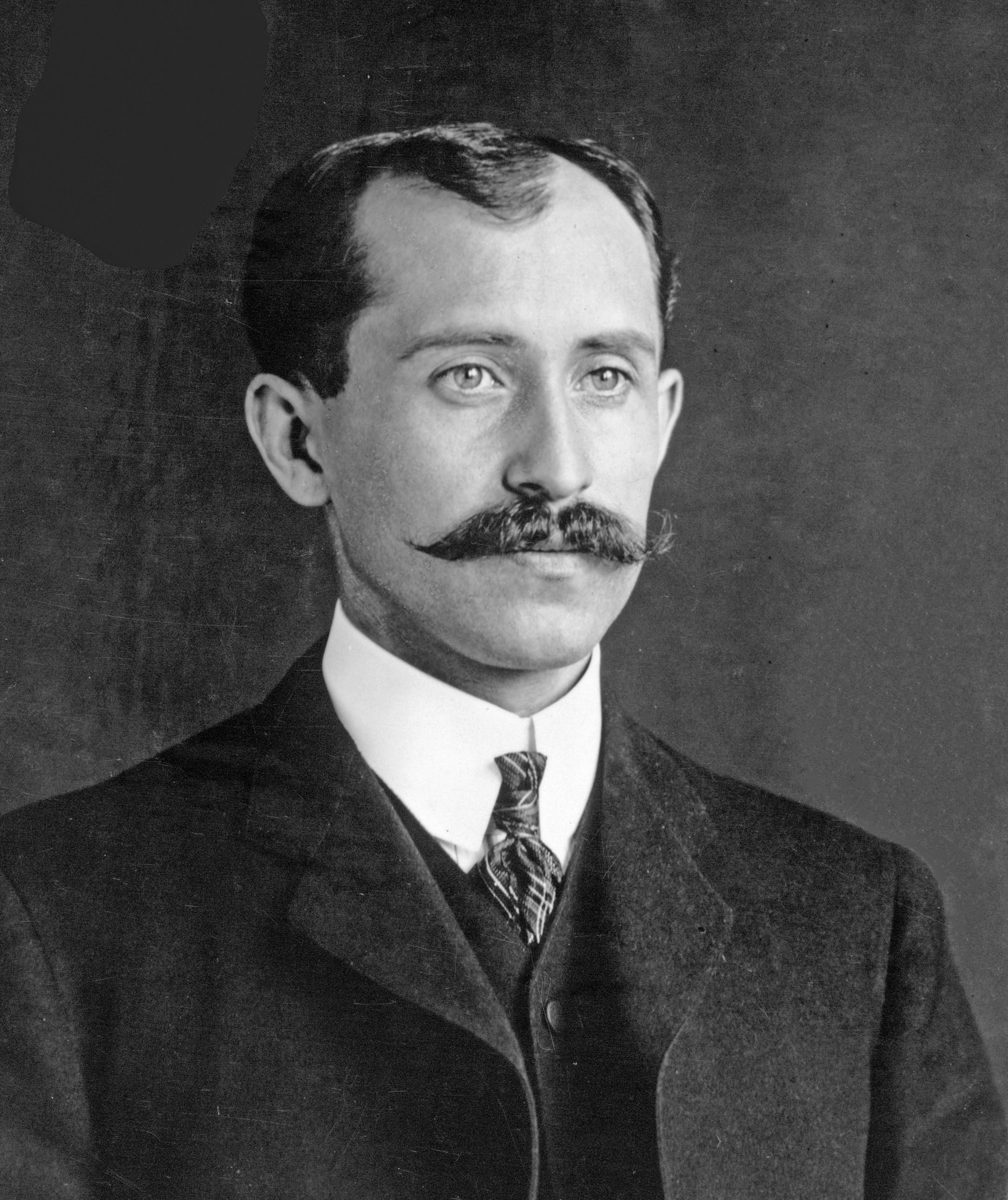
Orville Wright († 1948)

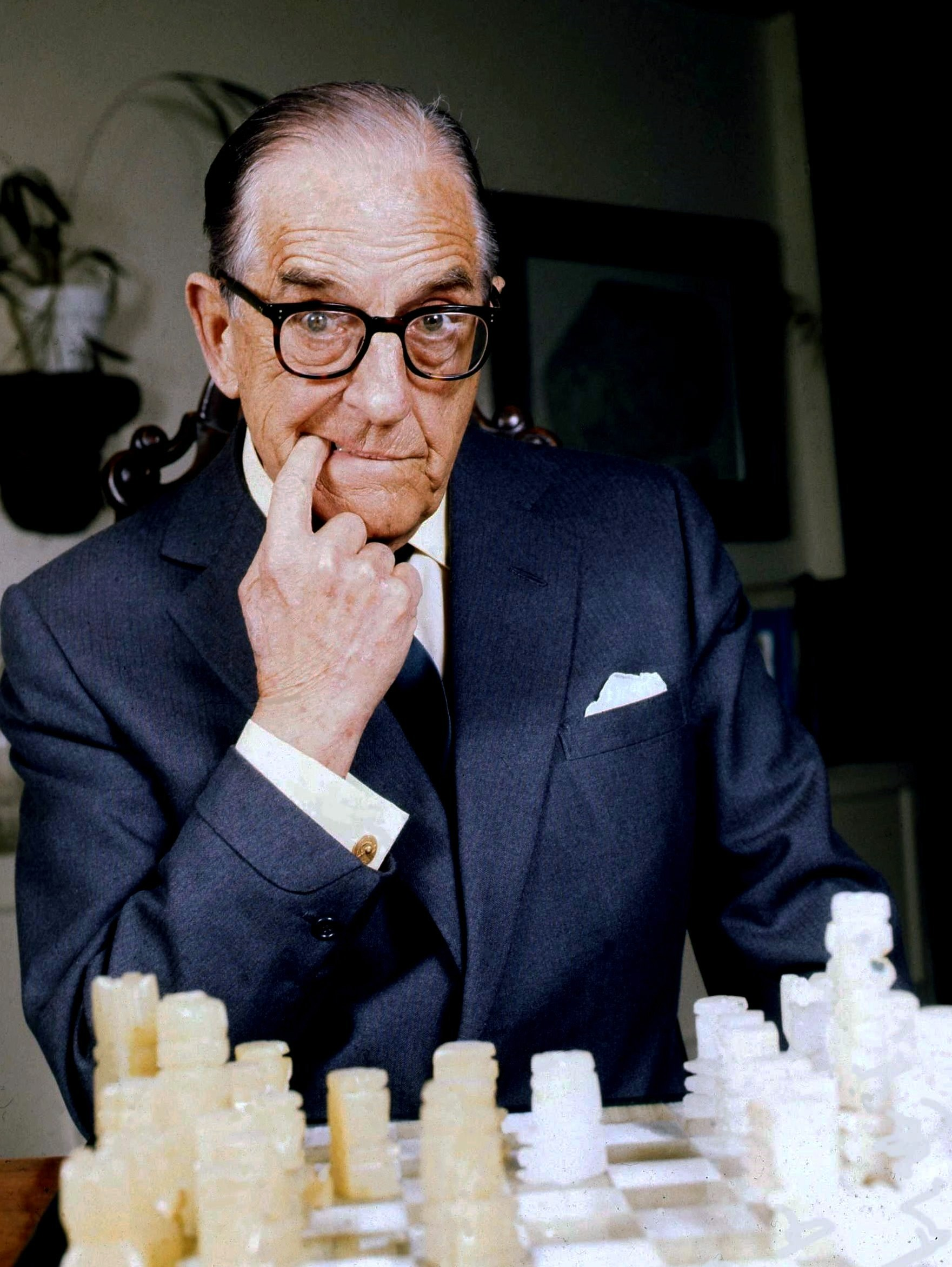
Stanley Holloway († 1982)

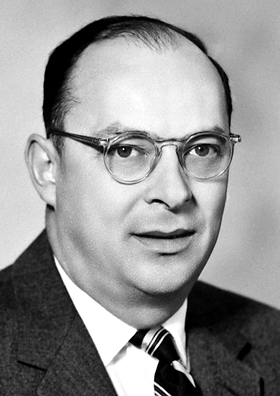
John Bardeen († 1991)

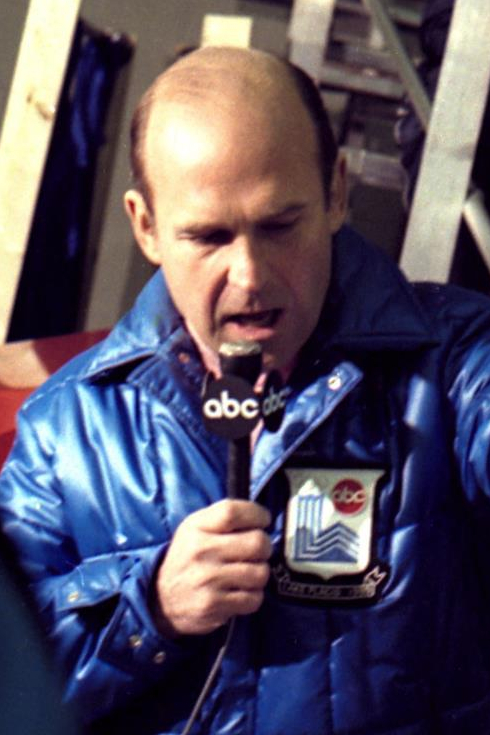
Dick Button († 2025

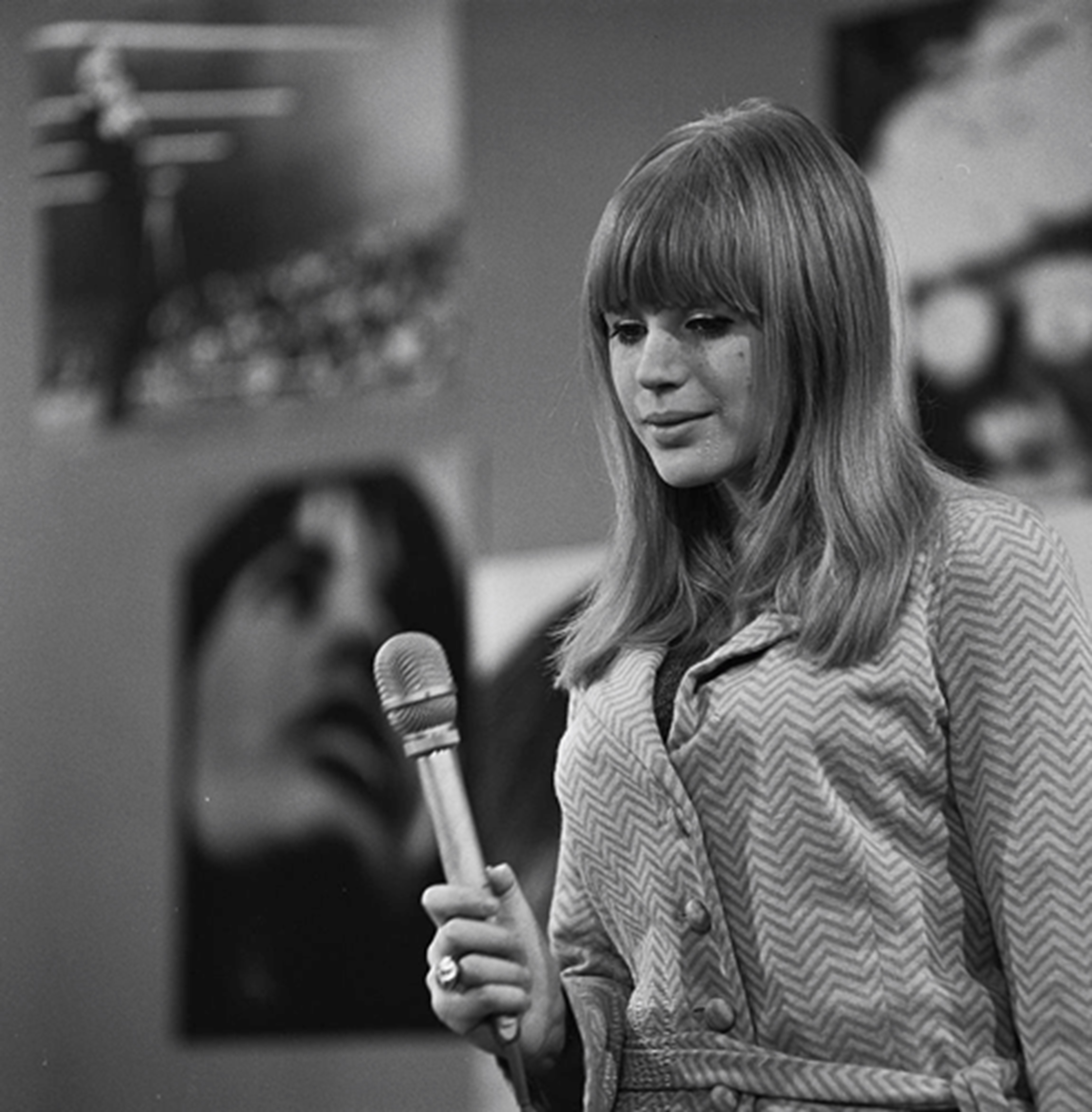
Marianne Faithfullová († 2025)

- 1164 – Vilém z Anjou, bratr anglického krále Jindřicha II. (* 22. července 1136)
- 1230 – Pelagio Galvani, portugalský kardinál, vůdce páté křížové výpravy (* ? 1165)
- 1384 – Ludvík II. Flanderský, flanderský hrabě (* 25. listopadu 1330)
- 1629 – Carlo Maderno, lombardský) architekt (* 1556)
- 1645 – Mary Ward, anglická řeholnice, zakladatelka Kongregace Ježíšovy (* 23. ledna 1585)
- 1649 – Karel I., král Velké Británie a Irska (* 19. listopadu 1600)
- 1652 – Georges de La Tour, francouzský barokní malíř (* 13. března 1593)
- 1716 – Marie Kazimíra d’Arquien, polská královna jako manželka Jana III. Sobieskiho (* 28. června 1641)
- 1728 – Alžběta Augusta Falcko-Neuburská, německá šlechtična a princezna (* 17. března 1693)
- 1730 – Petr II. Ruský, ruský car (* 23. října 1715)
- 1773 – Anton Schmidt, rakouský barokní malíř (* 1706)
- 1788 – Karel Eduard Stuart, pretendent anglický (* 31. prosince 1720)
- 1806 – Vicente Martín y Soler, španělský skladatel (* 2. května 1754)
- 1836 – Betsy Rossová, americká švadlena; ušila první americkou vlajku (* 1. ledna 1752)
- 1843 – Friedrich von Adelung, německý právník a filozof (* 25. února 1768)
- 1858 – Coenraad Jacob Temminck, nizozemský zoolog (* 31. března 1778)
- 1867 – Kómei, 121. japonský císař (* 22. července 1831)
- 1868 – Eléonore Denuelle de La Plaigne, milenka císaře Napoleona Bonaparte (* 13. září 1787)
- 1888 – Asa Gray, americký botanik (* 18. listopadu 1810)
- 1889
  - Korunní princ Rudolf, syn císaře Františka Josefa I. (* 21. srpna 1858)
  - Marie Vetserová, milenka rakouského korunního prince Rudolfa Habsburského (* 17. března 1871)
- 1898 – Jules Péan, francouzský chirurg (* 29. listopadu 1830)
- 1905 – Eduard Ebel, německý duchovní, básník a skladatel (* 7. července 1839)
- 1912 – Alfred Ebenhoch, předlitavský politik (* 18. května 1855)
- 1913 – Ferdinand Kronawetter, rakouský, levicově liberální politik (* 26. února 1838)
- 1927 – Rudolf König, rakouský obchodník, amatérský astronom (* 18. srpna 1865)
- 1929 – La Goulue, francouzská tanečnice (* 13. července 1866)
- 1931 – Friedrich Ris, švýcarský entomolog (* 1867)
- 1937 – Georgij Pjatakov, sovětský politik a člen Levé opozice (* 6. srpna 1890)
- 1938 – Şehzade Mehmed Ziyaeddin, syn osmanského sultána Mehmeda V. (* 26. srpna 1873)
- 1941 – Emil von Guttenberg, předlitavský šlechtic, generál a politik (* 4. ledna 1841)
- 1945
  - Albert Mockel, belgický básník (* 27. prosince 1866)
  - Jaromír Nečas, český sociálně demokratický politik (* 17. listopadu 1888)
- 1948
  - Arthur Coningham, velitel letectva při Operaci Overlord (* 19. ledna 1895)
  - Orville Wright, průkopník letectví (* 19. srpna 1871)
  - Móhandás Karamčand Gándhí, indický politik (* 2. října 1869)
- 1951 – Ferdinand Porsche, automobilový konstruktér (* 3. září 1875)
- 1953 – Viktor Trast, finský filolog a překladatel (* 14. ledna 1878)
- 1958
  - Iser Be'eri, ředitel izraelské zpravodajské služby Hagany (* ? 1901)
  - Ernst Heinkel, německý konstruktér a výrobce letadel (* 24. ledna 1888)
- 1961 – Dorothy Thompsonová, americká spisovatelka a novinářka (* 9. července 1893)
- 1963 – Francis Poulenc, francouzský skladatel (* 7. ledna 1899)
- 1967 – Eddie Tolan, americký sprinter, zlato na OH 1932 (* 29. září 1908)
- 1969 – Dominique Pire, belgický dominikán, Nobelova cena za mír 1958 (* 10. února 1910)
- 1976 – Arnold Gehlen, německý sociolog a filosof (* 29. ledna 1904)
- 1979 – Béla Czóbel, maďarský malíř (* 4. září 1883)
- 1980 – Professor Longhair, americký bluesový zpěvák a klavírista (* 19. prosince 1918)
- 1982
  - Lightnin' Hopkins, americký bluesový kytarista a zpěvák (* 15. března 1912)
  - Stanley Holloway, anglický herec, zpěvák a konferenciér (* 1. října 1890)
- 1983
  - Fritz Machlup, rakouský ekonom (* 15. prosince 1902)
  - Štefan Králik, slovenský dramatik (* 8. dubna 1909)
- 1985 – Felix H. Man, německý fotograf (* 30. listopadu 1893)
- 1986 – Ivan Dmitrijevič Papanin, sovětský polární badatel (* 26. listopadu 1894)
- 1987 – Roy Adzak, britský malíř, sochař, rytec a fotograf (* 14. února 1927)
- 1991
  - Clifton C. Edom, americký fotožurnalista (* 12. února 1907)
  - John Bardeen, americký fyzik, Nobelova cena za fyziku 1956 a 1972 (* 23. května 1908)
- 1993 – Alexandra Řecká a Dánská, manželka posledního jugoslávského krále, Petra II. (* 25. března 1921)
- 1994
  - Pierre Boulle, francouzský spisovatel (* 20. února 1912)
  - Walter Kolneder, rakouský muzikolog, hudební vydavatel a spisovatel (* 1. července 1910)
- 1995 – Gerald Durrell, britský spisovatel a zoolog (* 7. ledna 1925)
- 1998 – Samuel Eilenberg, polsko-americký matematik (* 30. září 1913)
- 2002
  - Michal Greguš, slovenský matematik (* 22. prosince 1926)
  - Inge Morath, rakouská fotografka (* 27. března 1923)
- 2004 – Malachi Favors, americký kontrabasista (* 22. srpna 1927)
- 2006 – Mikuláš Kocvár, pravoslavný arcibiskup prešovský (* 19. prosince 1927)
- 2007 – Sidney Sheldon, americký spisovatel, dramatik a scenárista (* 11. února 1917)
- 2009
  - Teddy Mayer, americký podnikatel, bývalý šéf týmu formule 1 McLaren (* 8. září 1935)
  - Ingemar Johansson, švédský boxer (* 22. září 1932)
- 2011 – John Barry, anglický hudební skladatel a dirigent (* 3. listopadu 1933)
- 2015 – Želju Želev, bulharský politik (* 3. březen 1935)
- 2023 – Bobby Hull, kanadský lední hokejista (* 3. ledna 1939)
- 2024 – Carl Weathers, americký herec (* 14. ledna 1948)
- 2025
  - Marianne Faithfullová, anglická zpěvačka a herečka (* 29. prosince 1946)
  - Ján Sedal, slovenský básník, herec a režisér (* 12. dubna 1948)
  - Dick Button, americký krasobruslař (* 18. července 1929)

## Svátky

### Česko
- Robin
- Ada
- Erna, Ema
- Jasna, Jasněna
- Bathylda

### Liturgický kalendář
- Sv. Martina

## Pranostiky
- O svaté Martině přidá se ke dni hodina.

| 30. leden v pražském KlementinuÚdaje jsou platné k 11. 3. 2025. | 30. leden v pražském KlementinuÚdaje jsou platné k 11. 3. 2025. | 30. leden v pražském KlementinuÚdaje jsou platné k 11. 3. 2025. |
| minimum                                                         | denní průměr                                                    | maximum                                                         |
| --------------------------------------------------------------- | --------------------------------------------------------------- | --------------------------------------------------------------- |
| −25,8 °C (1830)                                                 | 0,9 °C (od 1961)                                                | 13,4 °C (2013)                                                  |